# Buckow, Berlin
Buckow är en stadsdel i Berlin i Tyskland, belägen i stadsdelsområdet Neukölln.  Buckow har 38 474 invånare (2011).  

## Läge och geografi
Buckow ligger vid Berlins södra stadsgräns i södra delen av stadsdelsområdet Neukölln.  Stadsdelen består sedan 2002 av två separata områden på mark som före Berlins expansion tillhörde byn Buckow.  År 2002 blev höghusstadsdelen Gropiusstadt i centrala Buckow en självständig stadsdel och separerade därigenom Buckow i en större västlig del, Buckow 1, och en mindre östlig del, Buckow 2.  
Buckow 1 gränsar i söder till byn Grossziethen i Schönefelds kommun, Landkreis Dahme-Spreewald, Brandenburg, och mellan 1961 och 1989 stod Berlinmuren vid stadsgränsen.  Angränsande stadsdelar i Berlin är, medsols: Lichtenrade och Mariendorf i stadsdelsområdet Tempelhof-Schöneberg i väster, samt stadsdelarna Britz, Gropiusstadt och Rudow i stadsdelsområdet Neukölln, i norr och öster.
Området utgör en tätbebyggd förortsstadsdel med huvudsakligen hyreshus- och villabebyggelse.  Utefter stadsgränsen i söder finns grönområden omkring Berlinmurens tidigare sträckning.

## Historia

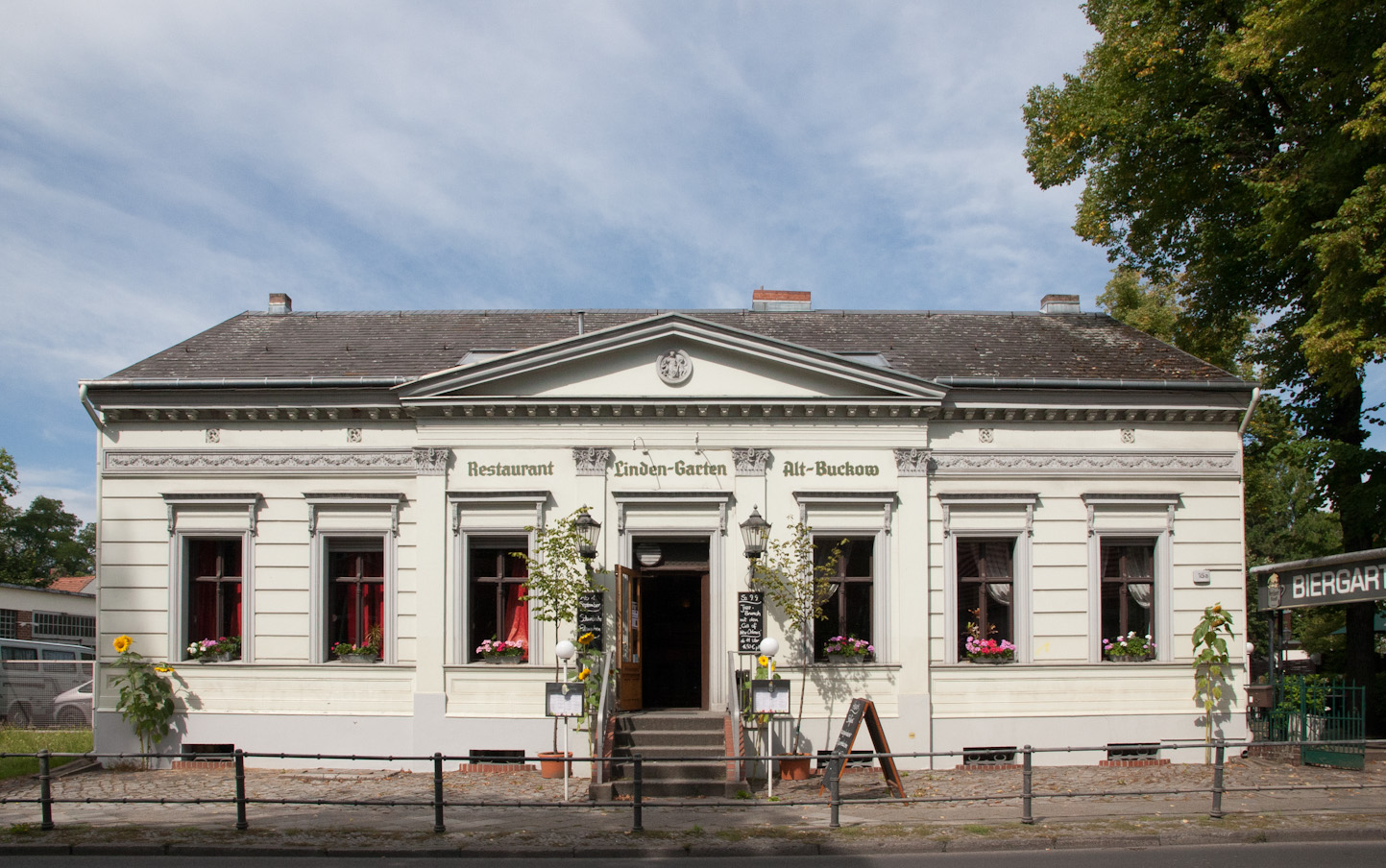
1800-talshus vid den gamla bygatan.

Ortnamnet tros komma från det västslaviska ordet buk som betyder bokträd (tyska: Buche).  Den medeltida bykyrkan byggdes under första halvan av 1200-talet och orten omnämns i skrift för första gången 1373.  Fram till 1800-talet var Buckow en lantlig by utanför Berlin.
1920 införlivades Buckow i stadsdelen Neukölln i Stor-Berlin.  Huvuddelen av den nuvarande bebyggelsen i området tillkom under Berlins delning på 1960- och 1970-talen, då även stadsdelen Gropiusstadt byggdes. Området tillhörde fram till 1990 den amerikanska sektorn i Västberlin.  Stadsdelen Gropiusstadt blev 2002 administrativt självständig från Buckow.